# Cal (racconto)
Cal (Cal) è un racconto di fantascienza di Isaac Asimov pubblicato per la prima volta nel 1991.
Successivamente è stato incluso nell'antologia Gold. La fantascienza allo stato puro (Gold: The Final Science Fiction Collection) del 1995, con la quale è stato tradotto in italiano.
La storia è ambientata nell'Età dei Robot.

## Trama
Cal è un robot il cui padrone è un autore di libri gialli e, sotto la sua influenza, vuole imparare a scrivere racconti usando lo Scrittore. Il suo padrone fa dotare il suo cervello con un dizionario e gli dà alcuni libri da leggere e un dizionario grammaticale. Cal si cimenta nei gialli sulle orme del suo padrone, ma è ostacolato dalle Tre Leggi della Robotica; l'avversione dei robot a far male agli umani spinge Cal a tagliare ogni scena di violenza, rendendo così vuoto e insensato il racconto. Invece, il suo padrone decide di dargli l'abilità di riconoscere lo humour, e Cal scrive così un'ottima storia, così buona che il suo padrone comincia a temere di essere surclassato dal robot e chiama un tecnico per far tornare Cal quello di prima. Cal però sente le parole del suo padrone e, volendo essere uno scrittore, decide di agire.